# Bürgermeisterei Hilden
Die Bürgermeisterei Hilden war im 19. Jahrhundert eine Bürgermeisterei im Kreis Düsseldorf der preußischen Rheinprovinz. Sie ging aus Teilen des bergischen Amtes Solingen hervor, das 1806 unter den Franzosen aufgelöst wurde und in eigenständige Kantone und Mairies unterteilt wurde. Unter Preußen wurde die Mairie Hilden in die Bürgermeisterei Hilden umgewandelt. Das Gebiet der Bürgermeisterei ist heute Teil der Städte Hilden und Düsseldorf (mit den Stadtteilen Eller und Benrath), ein Randstreifen im Norden befindet sich zudem heute auf Erkrather Stadtgebiet.

## Hintergrund und Geschichte
Als 1801 das Erzstift Köln als deutscher Kurstaat aufhörte und 1803 die Lehen dem jeweiligen Landesherrn zufielen, in dessen Gebiet sie lagen, gingen das Hoflehen Hilden-Haan und das Kurlehen Haus Horst als Bergisches Lehen an den Herzog von Berg über.

### Unter Napoleon im Großherzogtum Berg

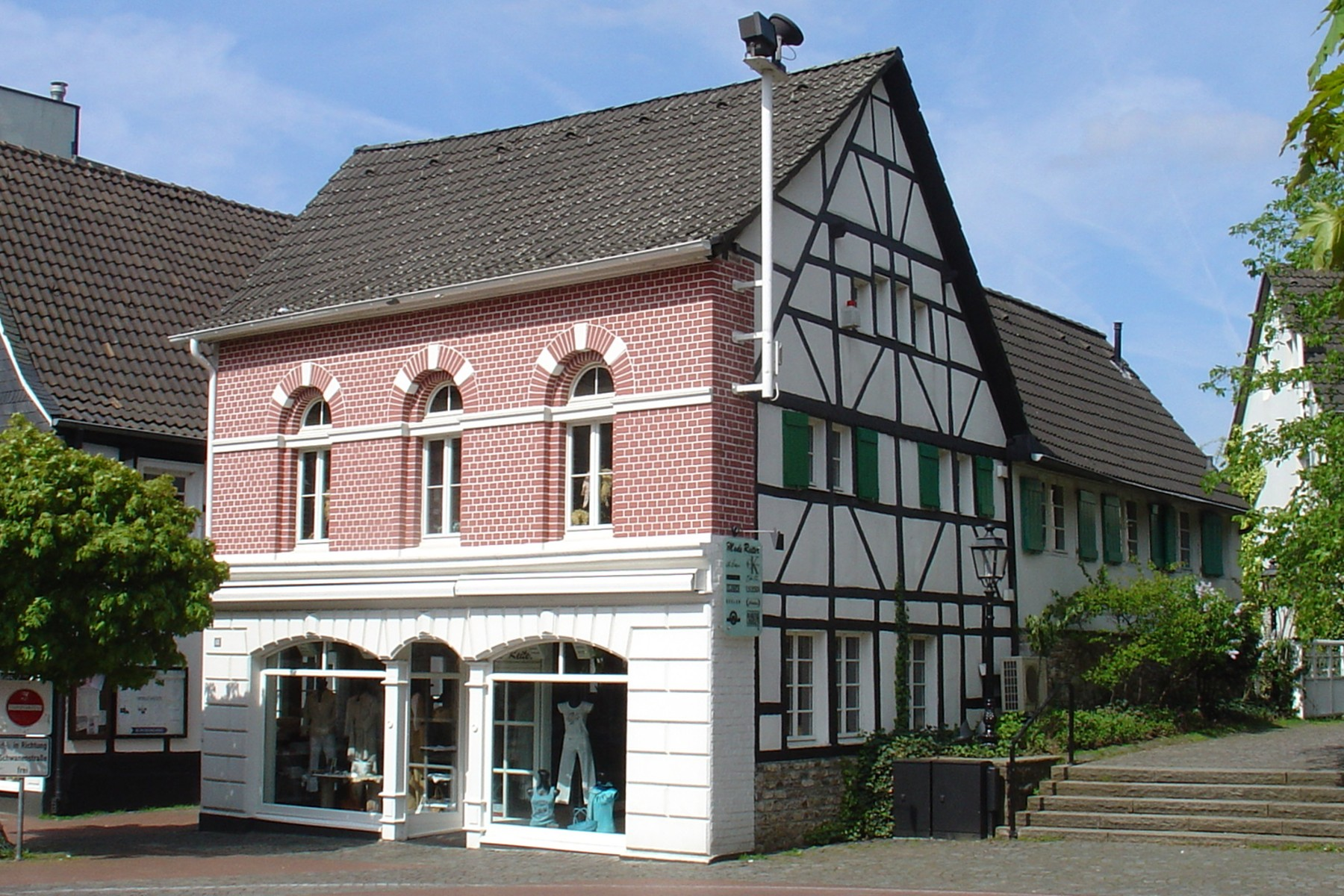
„In der kleinen Hacken“, im 19. Jahrhundert Sitz der Mairie bzw. Bürgermeisterei Hilden

Das Herzogtum Berg gehörte zuletzt aufgrund von Erbfällen zum Besitz Königs Maximilian I. Joseph von Bayern. Am 15. März 1806 trat er das Herzogtum an Napoleon Bonaparte im Tausch gegen das Fürstentum Ansbach ab. Dieser übereignete das Herzogtum an seinen Schwager Joachim Murat, der es am 24. April 1806 zusammen mit dem bereits zuvor annektierten linksrheinischen Herzogtum Kleve und den rechtsrheinischen Grafschaften Mark, Dortmund, Limburg, dem nördlichen Teil des Fürstentums Münster und weiteren Territorien zum Großherzogtum Berg vereinte, das unter französischer Herrschaft bis 1813 bestehen sollte.
Bald nach der Übernahme begann die französische Verwaltung im Großherzogtum neue und moderne Verwaltungsstrukturen nach französischem Vorbild einzuführen. Bis zum 3. August 1806 ersetzte und vereinheitlichte diese Kommunalreform die alten bergischen Ämter und Herrschaften. Sie sah die Schaffung von Départements, Arrondissements, Kantone und Munizipalitäten (ab Ende 1808 Mairies genannt) vor und brach mit den alten Adelsvorrechten in der Kommunalverwaltung. Am 14. November 1808 war dieser Prozess nach einer Neuordnung der ersten Strukturierung von 1806 abgeschlossen, die altbergischen Honschaften blieben dabei häufig erhalten und wurden als Landgemeinden den jeweiligen Mairies eines Kantons zugeordnet. In dieser Zeit wurde innerhalb des im Département Rhein gelegenen Arrondissements Düsseldorf als Teil des Kantons Richrath die Munizipalität bzw. Mairie Hilden  geschaffen. Da Haan einer anderen Munizipalität zugeordnet wurde, endete zu diesem Zeitpunkt auch die Jahrhunderte dauernde Gemeinschaft von Haan und Hilden.
Dem Kanton Richrath gehörten neben dem Kirchdorf Hilden die Kirchspiele Hilden (bestehend aus der Haanhonschaft, Lehmhonschaft und Sandhonschaft) und Eller an.
Von 1808 bis 1809 war Georg Eberhard Clamor Friedrich von dem Bussche-Ippenburg gen. Kessel, Herr zu Hackhausen der erste Bürgermeister in Hilden. Ihm folgte 1809 bis 1814 Albert Asbeck als Bürgermeister. Beide waren „In der kleinen Hacken“, Mittelstraße 68 wohnhaft.

### Unter den Preußen
1813 zogen die Franzosen nach der Niederlage in der Völkerschlacht bei Leipzig aus dem Großherzogtum ab und es fiel ab Ende 1813 unter die provisorische Verwaltung durch Preußen im sogenannten Generalgouvernement Berg, die es 1815 durch die Beschlüsse des Wiener Kongresses endgültig zugesprochen bekamen.
Mit Bildung der preußischen  Provinz Jülich-Kleve-Berg 1816 wurden die vorhandenen Verwaltungsstrukturen im Großen und Ganzen zunächst beibehalten und unter Beibehaltung der französischen Grenzziehungen in preußische Landkreise, Bürgermeistereien und Gemeinden umgewandelt, die häufig bis in das 20. Jahrhundert Bestand hatten. Der Kanton Richrath wurde auf die Kreise Solingen und Düsseldorf aufgeteilt, die Mairie Hilden wurde zur Bürgermeisterei Hilden.
Am 15. April 1814 wurde vom preußischen Generalgouverneur die Bildung der Samtgemeinde Benrath verfügt. Die Landgemeinde Hilden, in dieser waren damals die Kirchspiele Hilden und Eller zusammengefasst, war neben weiteren Landgemeinden im heutigen Düsseldorfer Süden Bestandteil dieser Samtgemeinde. Die Samtgemeinde Benrath lag fortan im Landkreis Düsseldorf.

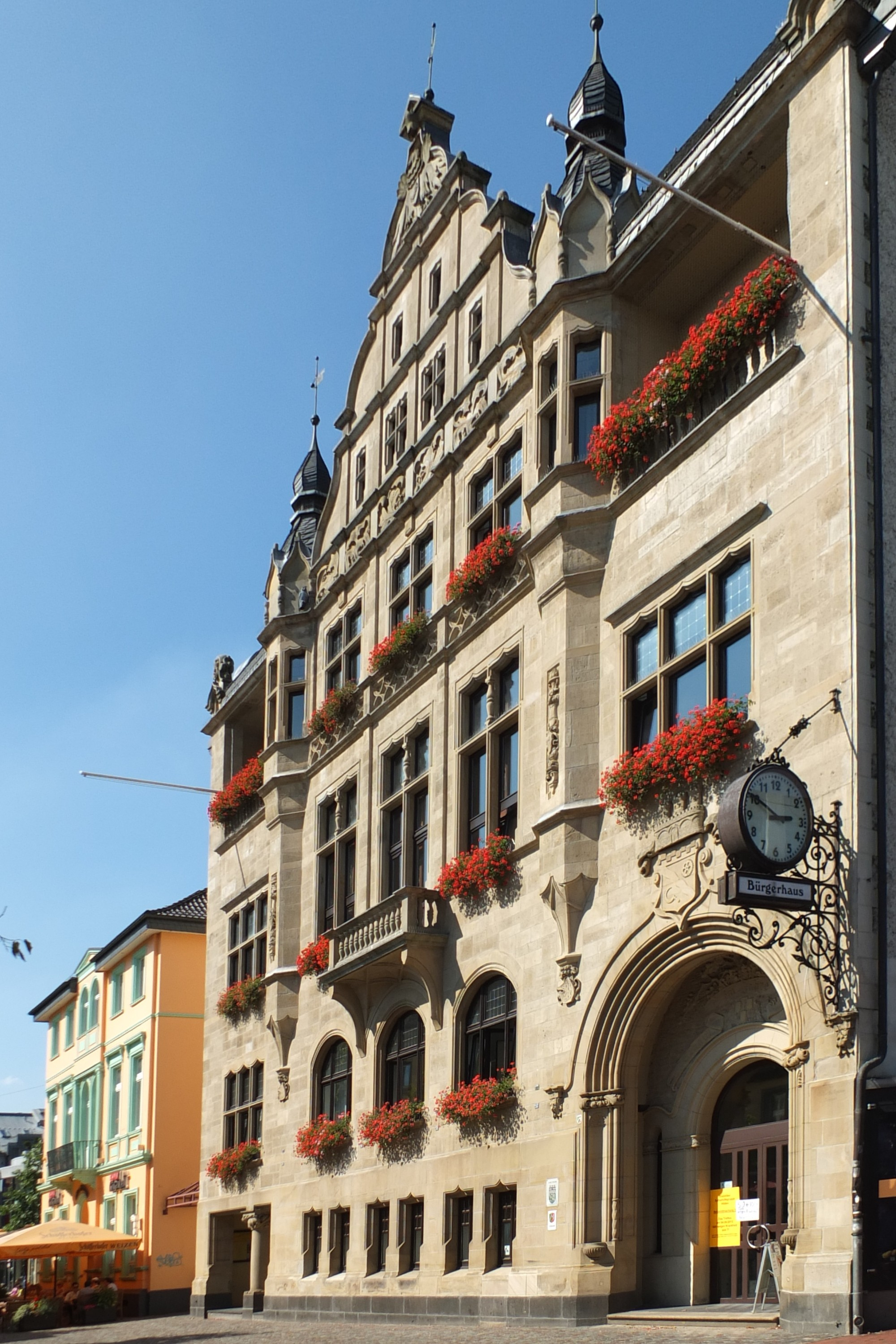
Rathaus in Hilden von 1900 bis 1990

Von 1814 bis 1842 war Hilden in bürgermeisterlicher Personalunion mit Benrath verbunden. Die Bürgermeister waren:
- 1814 bis 1818 Nicolas von Pigage
- 1819 bis 1822 Hermann Leven
- 1822 bis 1842 Franz Albert Schieß

Diese drei Bürgermeister amtierten in Benrath. Die Gemeinden Hilden und Eller schieden 1842 aus der Samtgemeinde Benrath aus.
Nach Aufhebung der gemeinsamen Verwaltung von Benrath und Hilden waren Hauptamtliche Hildener Bürgermeister von 1842 bis 1865.
- 1842–1843 Interregnum: Beigeordneter August Reyscher, Hilden
- 1843–1845 Eduard Freiherr von Wittenhorst-Sonsfeld
- 1846–1851 Hermann Clemens
- 1851–1865 Albert Koennecke

Sie amtierten bis zur Einweihung des Rathauses in Hilden im Gasthaus zur Krone.

### Stadtrecht
Am 18. November 1861 erhielt die Gemeinde Hilden von König Wilhelm von Preußen aufgrund der in jenem Jahr in Kraft getretenen neuen Rheinischen Städteordnung das Stadtrecht.
Die Gemeinde Eller wurde gleichzeitig von Hilden abgetrennt. Eller wurde einzige Gemeinde der "Landbürgermeisterei Hilden". 1872 wurde Düsseldorf wieder kreisfreie Stadt; die Stadt und die Landbürgermeisterei Hilden verblieben im Landkreis Düsseldorf. 1895 wurde aus der "Landbürgermeisterei Hilden" die Landbürgermeisterei Eller mit Sitz in Eller, womit die endgültige Trennung von Hilden vollzogen war. Eller wurde am 10. Februar 1909 nach Düsseldorf eingemeindet.
Am 18. Dezember 1900 wurde in Hilden der Neubau des Rathauses eingeweiht.

## Einwohner und Wohnplätze
1815/16 lebten zusammen 2.640 Einwohner in der Bürgermeisterei, die zu dieser Zeit als Samtgemeinde aus dem Spezialhaushaltgemeinden und Kirchspielen Hilden und Eller bestand und dem Friedensgericht Gerresheim angehörte. Laut der Statistik und Topographie des Regierungsbezirks Düsseldorf besaß die Bürgermeisterei 1832 eine Einwohnerzahl von gesamt 3.263, die sich in 1.723 katholische und 1.540 evangelische Gemeindemitglieder aufteilten. Siehe auch Kapitel Einwohnerentwicklung in Hilden.
Die Wohnplätze der Bürgermeisterei umfassten zusammen drei Kirchen, drei öffentliche Gebäude, 501 Wohnhäuser, sechs Fabriken und Mühlen und 396 landwirtschaftliche Gebäude. Zu den Wohnplätzen, Höfen und Ortschaften der Bürgermeisterei gehörten laut der Statistik (zeitgenössische Schreibweise):
- Kirchspiel Hilden: Auf der Bech, Bausenhaus, Aufm Band, Beckersheid, Bernshaus, In den Birken, Bovertshaus, Bovertshahn (Bowertshahn), Breidenbroich (Breidenbruch), Briddert (Breddert), Broicherhof (Brucherhof), Zu Buchhaus, Buchmühle, Deushahn, Zu Deuz, Diekhaus, In der Elb, Eickert, Forstbach, Giesenheide, Großenholz, Hahnerhaus, Hahnhof, Henkenheid, Hesselen, Hilden, Höffgen, Horst, Horstermühle, Hübben, Hülsen, Hummelsterz, Jüch, Kalterherberg, Kalstert, Zu Karnap, Kleineholz, Klev (Kleef), Kloppes (Klophaus), Kniephaus, Knotendick, Kolksbruch (Kolksbroich), Leimkaul (Lehmkuhl), An der Linde (Wiedenhof), Looh (Loch), Lodenheid(e), Meiden, Mühlenhof, Mühlenhöfe, Am Neuenhaus, Oberste Mühle, Pongshaus (Pungshaus), Landstraß, Schalbroich (Schalbruch), Schmitten (Schmiedtke), Steinhof, Stech (Steg), Strauch, Trotzhilden, Nieden und Unter der Eiche, zu Urkhaus (Oerkhaus) und Weis(s)enfeld.
- Kirchspiel Eller: Elb, Eller, Ellerhaus, Kamp, Kleineller, Oersch, Reisholz, Wilkesfurth und Ziegelkamps.

Das Gemeindelexikon für die Provinz Rheinland von 1888 gibt für die Bürgermeisterei und Stadt Hilden eine Einwohnerzahl von 7.947 an (3.319 evangelischen, 4.582 katholischen, 31 sonstig christlichen und acht jüdischen Glaubens), die in 30 Wohnplätzen mit zusammen 882 Wohnhäusern in 1.517 Haushaltungen lebten. Die Fläche der Stadt und Bürgermeisterei (3.193 Hektar|ha) unterteilte sich in 1.203 ha Ackerland, 413 ha Wiesen und 772 ha Wald.
Zu den bereits 1832 genannten Wohnplätzen werden im Gemeindelexikon zusätzlich aufgelistet: Axlerhof, Bolthaus, Hagelkreuz, Kesselsweier, Kleimerisch, Biebelskirch, Nieden und Eichen und Zu den Eichen.